# Кристијан Диор
Кристијан Диор (фр. Christian Dior; Грандвил, 21. јануар 1905 — Монтекатини Терме, 23. октобар 1957) био je француски модни креатор.

## Живот и дело
Родио се у Нормандији у граду Грандвил у породици трговца ђубривом. Студирао је међународне односе и дипломатију. По жељи његових родитеља, који су се надали да ће постати дипломата, уписао је школу политичких наука 1920. године. Након што је завршио 1925. године, отворио је малу уметничку галерију. Његова до тада добростојећа породица доживела је финансијску катастрофу, а он је био принуђен да затвори галерију. Десетак година након тога радио је са разним француским дизајнерима. После 1946. године уз помоћ текстилног магната Марсела Босака основао је у Паризу модну кућу. За 12 година успело му је да прошири своје послове у 15 земаља и да запосли више од 2.000 људи.
Диор је пре свега познат по своме „New Look“ који је увео године 1947. године. У својим креацијама он је потенцирао пре свега женскост. Његова одећа је имала узана рамена, сужени појас, наглашене груди и широку сукњу. Овај стил је представљао револуцију у дамском одевању што је омогућило Паризу да поново постане центар светске моде. Марка Кристијан Диор је постала синоним за класичну елеганцију.
Диоров живот је био пун свађа са породицом због његове хомосексуалности. Лоше односе је имао пре свега са својим братом Рејмондом који га је још у детињству шиканирао затварајући га у подрум. После његове смрти он је из наследства изоставио свога брата и његову кћер са којом је такође био у завади.
Након Диорове смрти његов дотадашњи асистент Француз Ив Сен Лоран спасао је модну кућу од пропасти.